# Les Ferdinand
Leslie Ferdinand (sinh ngày 8 tháng 12 năm 1966) là một huấn luyện viên bóng đá người Anh, cựu cầu thủ chuyên nghiệp và bình luận viên truyền hình.
Là một tiền đạo, sự nghiệp thi đấu của ông bao gồm những khoảng thời gian chơi bóng tại Premier League cho các câu lạc bộ Queens Park Rangers, Newcastle United, Tottenham Hotspur, West Ham United, Leicester City và Bolton Wanderers. Ông cũng đã thi đấu tại Thổ Nhĩ Kỳ cho câu lạc bộ Beşiktaş và giải Football League cho các đội Brentford, Reading và Watford. Trước khi trở thành cầu thủ chuyên nghiệp, Ferdinand đã thi đấu các giải không chuyên cho các câu lạc bộ Southall và Hayes. Ông đã có 17 lần ra sân cho Đội tuyển Anh và là một phần của đội hình Euro 1996 và World Cup 1998. Ông là cầu thủ ghi bàn cao thứ mười một trong lịch sử Premier League, với 149 bàn thắng và ông đã đóng góp thêm 49 pha kiến tạo trong giải đấu.
Kể từ khi nghỉ hưu, Ferdinand đã làm việc như một bình luận viên truyền hình, nhưng đã trở lại Tottenham Hotspur với vai trò huấn luyện viên tiền đạo vào năm 2008, và ở lại với Spurs cho đến năm 2014. Sau đó, ông trở lại QPR, đầu tiên với vai trò trưởng bộ phận hoạt động bóng đá và sau đó là giám đốc bóng đá. Vào năm 2015, ông được bổ nhiệm làm huấn luyện viên tạm quyền trong một thời gian ngắn.

## Cuộc sống lúc đầu và cá nhân
Ferdinand sinh ra ở Acton, Greater London. Ông là anh họ của hai cầu thủ bóng đá Rio và Anton Ferdinand, và là anh họ của cầu thủ Maidenhead United Kane Ferdinand.
Tự truyện của ông, Sir Les, được xuất bản vào năm 1997.
Ferdinand được bổ nhiệm là Thành viên Đế quốc Anh (MBE) trong Danh sách vinh danh sinh nhật năm 2005.
Trong một cuộc phỏng vấn với Evening Standard vào tháng 2 năm 2020, Ferdinand cho biết rằng các cổ động viên đã có hành vi phân biệt chủng tộc đối với ông trong thời gian anh là cầu thủ và giám đốc bóng đá.

## Sự nghiệp câu lạc bộ

### Khởi đầu sự nghiệp
Ferdinand bắt đầu sự nghiệp của mình với các đội bóng không chuyên, đầu tiên tại Viking Sports trước khi chuyển đến Southall. Ồng đã ra mắt ở giải đấu cho Southall vào tháng 8 năm 1984 gặp Chertsey Town, và là một phần của đội bóng đã đạt đến trận chung kết FA Vase vào năm 1986, thua 0-3 trước Halesowen Town. Sau đó, Ferdinand chuyển đến Hayes, nơi ông ghi được 20 bàn thắng trong 42 lần ra sân ở tất cả các giải đấu (bao gồm cả các trận giao hữu). Ông đã được Queens Park Rangers phát hiện và chuyển đến đó với giá 50.000 bảng.

### Queens Park Rangers
Ferdinand đã có trận ra mắt QPR vào ngày 20 tháng 4 năm 1987, khi 20 tuổi, với tư cách là cầu thủ dự bị trong trận thua 1-4 trước Coventry City tại Highfield Road – trận đấu đầu tiên trong hai lần ra sân ở giải đấu mùa đó. Anh đã chơi thêm một trận đấu ở giải đấu trong mùa 1987–88, và được cho mượn ba trận đến câu lạc bộ chơi tại giải Third Division Brentford. Năm 1988, ông được cho mượn đến đội bóng Thổ Nhĩ Kỳ Beşiktaş trong một mùa giải, và đã thi đấu tốt với 14 bàn thắng trong 24 trận đấu ở giải, đồng thời cũng có được trải nghiệm đầu tiên với danh hiệu, giúp câu lạc bộ giành chiến thắng 3–1 chung cuộc trước Fenerbahçe S.K. trong giải đấu Cúp Thổ Nhĩ Kỳ.
Ông trở lại đội QPR vào mùa giải 1989–90, và đã tham gia chín trận đấu ở Giải hạng Nhất cũng như ghi hai bàn thắng đầu tiên ở giải bóng đá Anh. Ông thi đấu tốt hơn trong mùa giải 1990–91, chơi 18 trận ở giải đấu và ghi 8 bàn khi QPR kết thúc ở vị trí giữa bảng. 10 bàn thắng từ 23 trận trong mùa giải 1991–92 đã giúp đảm bảo vị thế của QPR là một trong những thành viên sáng lập của Giải Ngoại hạng Anh cho mùa giải 1992–93, và chính trong chiến dịch này, ông đã khẳng định mình là một tiền đạo hàng đầu, ghi 20 bàn trong 37 trận khi QPR kết thúc ở vị trí thứ 5 — vị trí cao nhất trong số tất cả các đội London. Trong tự truyện của mình, Sir Les, Ferdinand đã viết về niềm tự hào khi ghi hat-trick trong chiến thắng 5–3 trước Everton tại Goodison Park vào tháng 4 năm 1993, nơi mà ông đã từng nhận phải sự lạm dụng phân biệt chủng tộc.
Cú hat-trick tại Everton thật sự rất đáng nhớ vì tôi luôn phải chịu đựng sự phân biệt chủng tộc từ các cổ động viên của họ. Làm điều đó với họ mang lại cho tôi niềm vui thêm. Có những điều sẽ luôn ám ảnh trong sự nghiệp cầu thủ của bạn và nạn phân biệt chủng tộc tại Goodison Park là một trong số đó. Có lẽ điều tồi tệ nhất mà tôi gặp phải trong sự nghiệp chuyên nghiệp của mình là những bức thư phân biệt chủng tộc từ các cổ động viên - hầu hết, tôi phải nói, đều đến từ các fan của Everton. Sau khi tôi ghi cú hat-trick vào dịp lễ Phục sinh, những bức thư tôi nhận lại thật kinh tởm.

Phong độ ấn tượng của Ferdinand tiếp tục trong mùa giải 1993–94, trong đó 16 bàn thắng từ 36 trận đấu của ông đã giúp QPR kết thúc ở vị trí thứ chín. Mặc dù có nhiều đồn đoán về việc chuyển đến Manchester United hoặc Arsenal, ông đã ký hợp đồng hai năm với QPR vào mùa hè đó. Vào mùa giải 1994–95, ông đã ghi 24 bàn trong Premier League và có nhiều đồn đoán rằng ông sẽ sớm chuyển đến một câu lạc bộ lớn hơn. Trong gần một thập kỷ tại Loftus Road, ông đã thi đấu dưới sự dẫn dắt của bốn huấn luyện viên khác nhau – Jim Smith, Trevor Francis, Don Howe và Gerry Francis.

### Newcastle United
Ferdinand đã được bán cho Newcastle vào năm 1995 với giá 6 triệu bảng Anh, trong đó Hayes nhận được 600.000 bảng do điều khoản chia sẻ lợi nhuận đã được thỏa thuận sau khi ông chuyển đến QPR. Với số tiền nhận được, Hayes đã xây dựng một phòng chức năng và đặt tên là "The Ferdinand Suite" để vinh danh ông. Sự xuất hiện của ông tại câu lạc bộ diễn ra gần ba năm sau khi Magpies đã đề nghị QPR 3,3 triệu bảng cho ông trong mùa giải thăng hạng Division One — nhưng lời đề nghị đã bị từ chối.
Phong độ của đội bóng vùng Tyneside trong mùa giải này có thể nói là thời gian thi đấu thành công nhất của Ferdinand tại câu lạc bộ. Ông đã ghi 29 bàn trong mùa giải đầu tiên với Newcastle và đóng góp đáng kể vào việc đội bóng này tiến gần đến chức vô địch Premiership trong mùa giải 1995–96. Newcastle đã dẫn đầu giải đấu với 12 điểm ở một thời điểm, nhưng đã bị Manchester United vượt qua trong ba tháng cuối của mùa giải.
Trong cả hai mùa giải của mình ở Tyneside, Ferdinand đã giành được huy chương á quân tại Premier League. Trong mùa giải thứ hai, câu lạc bộ đã tham gia một cuộc đua bốn đội với Manchester United, Arsenal và Liverpool trước khi Manchester United giành chức vô địch. Tuy nhiên, giữa mùa giải 1996–97, đã có một sự thay đổi, khi huấn luyện viên Kevin Keegan bất ngờ rời Newcastle và được thay thế bởi Kenny Dalglish. Mặc dù người Scotland cảm thấy tiếc nuối khi mất một tiền đạo tài năng như vậy, nhưng nhanh chóng trở nên rõ ràng rằng Ferdinand sẽ bị thanh lý để giải phóng quỹ cho các bản hợp đồng tiếp theo. Trong một cuộc phỏng vấn với Sky Sports vào năm 2019, Ferdinand thừa nhận rằng ông hối tiếc vì đã rời Newcastle và đã hy vọng vào thời điểm đó sẽ ở lại Tyneside cho phần còn lại của sự nghiệp.
Ferdinand đã ghi 50 bàn thắng chỉ trong 84 trận đấu tại Newcastle, hình thành một cặp tiền đạo thành công với Alan Shearer. Ông được người hâm mộ Newcastle United rất yêu mến trong thời gian thi đấu cho câu lạc bộ và được biết đến với cái tên thân thương 'Sir Les' ở Tyneside.
Ferdinand đã nhận được sự tán thưởng đứng dậy khi anh trở lại St James' Park với tư cách là một cầu thủ Tottenham, cố gắng mặc áo số 9 của Shearer để hoàn thành ước mơ danh hiệu, ông đã bật khóc và chỉ có thể mặc áo ngược và lộn trái trước khi được giúp để rời khỏi sân. Ferdinand đã trở lại một lần nữa, khi ông cũng nhận được sự tán thưởng đúng nghĩa, vào sân như một cầu thủ dự bị trong trận một trận đấu chứng thực của Alan Shearer và sau đó đã ghi bàn.
Ông đã được đưa vào Đại sảnh Danh vọng của Quỹ Newcastle United vào ngày 7 tháng 11 năm 2017.

### Tottenham Hotspur
Năm 1997, Ferdinand được mua bởi Tottenham Hotspur, câu lạc bộ mà ông đã ủng hộ từ khi còn nhỏ, với giá 6 triệu bảng Anh. 
Chấn thương đã làm gián đoạn nặng nề mùa giải đầu tiên của ông tại câu lạc bộ, nhưng vào cuối mùa giải, ông đã hình thành một mối liên kết đặc biệt với Jürgen Klinsmann, và những bàn thắng của cặp đôi này đã cứu Spurs thoát việc xuống hạng khỏi Premiership. Ferdinand đã giúp Spurs giành cúp Liên đoàn vào năm 1999, đánh bại Leicester City 1–0 trong trận chung kết tại Sân Wembley cũ, nhưng chấn thương đã hạn chế việc ra sân khiến ông chỉ ghi được 12 bàn trong ba mùa giải đầu tiên tại câu lạc bộ.
Ông đã cải thiện thành tích ghi bàn của mình trong hai mùa giải tiếp theo, đóng góp 10 bàn trong mùa giải 2000–01 và thêm 15 bàn trong chiến dịch 2001–02. Ferdinand đã ghi bàn thắng thứ 10,000 trong lịch sử Premiership vào ngày 15 tháng 12 năm 2001 trong trận thắng 4–0 trước Fulham. Ông đã thi đấu trong trận chung kết Cúp Liên đoàn thứ hai cho câu lạc bộ gặp Blackburn Rovers vào năm 2002, nhưng đã bị cản phá bởi ba pha cứu thua của thủ môn Brad Friedel bên phía Rovers khiến Spurs thua 1-2.

### Cuối sự nghiệp
Sau khi gặp khó khăn trong việc tìm chỗ đứng trong đội hình chính của Spurs sau khi Glenn Hoddle mua Robbie Keane từ Leeds, ông đã chuyển đến West Ham United vào ngày 21 tháng 1 năm 2003 với một khoản phí không được tiết lộ. Ông đã ghi bàn thắng đầu tiên cho câu lạc bộ trước đội bóng cũ Tottenham, nhưng không thể ngăn chặn việc câu lạc bộ bị xuống hạng từ 2002-03 và đã chọn ở lại hạng cao nhất bằng cách ký hợp đồng với Leicester City theo dạng chuyển nhượng tự do. Trong thời gian ở Leicester, Ferdinand đã ghi 14 bàn thắng tại Premier League, mặc dù đã 37 tuổi. Sau khi Foxes xuống hạng vào cuối mùa giải đó, ông đã từ chối hợp đồng mới và gia nhập Bolton Wanderers.
Ferdinand đã ghi bàn đáng nhớ cho Bolton Wanderers trước đối thủ Manchester United trong phút cuối, mặc dù chơi ở vị trí trung vệ, điều này tưởng chừng đã mang lại chiến thắng cho Wanderers, nhưng một bàn thắng từ David Bellion còn đẹp hơn trong thời gian bù giờ đã mang lại cho United một điểm.
Ông nhận thấy cơ hội từ đầu là hạn chế, nhưng đã chứng minh được kinh nghiệm của mình khi vào sân từ băng ghế dự bị, và đã ghi bàn vào lưới câu lạc bộ cũ Tottenham trong một trận đấu tại Cúp Liên đoàn, với bàn thắng chỉ mang tính an ủi trong trận đấu kịch tính 4–3 mà Bolton thua. Ông rời câu lạc bộ vào ngày 2 tháng 1 năm 2005. Bốn ngày sau, ông ký hợp đồng với Reading. Hợp đồng của ông tại câu lạc bộ kéo dài đến hết mùa giải 2004–05. Ông ghi được một bàn thắng ở giải đấu trong thời gian thi đấu cho Reading, trong trận thua 1-2 trước Coventry. Ferdinand đã cam kết với các điều khoản không hợp đồng với Watford trong mùa giải 2005–06, nhưng không thi đấu trận nào cho câu lạc bộ và rời đi sau khi họ thăng hạng lên Premier League qua vòng playoff Football League Championship. Ông đã giải nghệ trước sinh nhật lần thứ 40 vài tháng.

## Sự nghiệp quốc tế
Ferdinand đã có trận ra mắt cho Đội tuyển Anh vào tháng 2 năm 1993 gặp đội tuyển San Marino, ghi bàn thắng cuối cùng trong chiến thắng 6–0 tại Sân Wembley cũ. Ông là một phần của đội tuyển chơi tại các giải Euro 1996 và World Cup 1998, mặc dù ông không tham gia vào bất kỳ trận đấu nào trong toàn bộ giải đấu. Ông đã ra sân 17 lần và ghi được 5 bàn thắng.

## Sự nghiệp huấn luyện
Vào ngày 5 tháng 11 năm 2008, Ferdinand đã gia nhập đội ngũ huấn luyện của Tottenham Hotspur cùng với cựu cầu thủ Tottenham khác là Tim Sherwood, để làm việc với các tiền đạo. Ferdinand rời câu lạc bộ vào ngày 19 tháng 6 năm 2014. Vào tháng 10 năm 2014, Ferdinand trở thành người đứng đầu hoạt động bóng đá tại Queens Park Rangers, trước khi được bổ nhiệm làm giám đốc bóng đá vào tháng 2 năm 2015.
Vào ngày 16 tháng 6 năm 2023, đã có thông báo rằng Ferdinand đã từ chức giám đốc bóng đá của câu lạc bộ ở tây London, cho rằng đây là thời điểm thích hợp để tiến bước sau tám năm lãnh đạo.

## Thống kê sự nghiệp
| Câu lạc bộ          | Mùa giải            | Giải đấu            | Giải đấu | Giải đấu  | Cúp quốc gia | Cúp quốc gia | League Cup | League Cup | Giải khác | Giải khác | Tổng cộng | Tổng cộng |
| Câu lạc bộ          | Mùa giải            | Giải đấu            | Số trận  | Bàn thắng | Số trận      | Bàn thắng    | Số trận    | Bàn thắng  | Số trận   | Bàn thắng | Số trận   | Bàn thắng |
| ------------------- | ------------------- | ------------------- | -------- | --------- | ------------ | ------------ | ---------- | ---------- | --------- | --------- | --------- | --------- |
| Queens Park Rangers | 1986–87             | First Division      | 2        | 0         | 0            | 0            | 0          | 0          | —         | —         | 2         | 0         |
| Queens Park Rangers | 1987–88             | First Division      | 1        | 0         | 0            | 0            | 1          | 0          | 0         | 0         | 2         | 0         |
| Queens Park Rangers | 1989–90             | First Division      | 9        | 2         | 0            | 0            | 0          | 0          | —         | —         | 9         | 2         |
| Queens Park Rangers | 1990–91             | First Division      | 18       | 8         | 1            | 0            | 2          | 0          | 0         | 0         | 21        | 8         |
| Queens Park Rangers | 1991–92             | First Division      | 23       | 10        | 0            | 0            | 2          | 2          | 1         | 0         | 26        | 12        |
| Queens Park Rangers | 1992–93             | Premier League      | 37       | 20        | 2            | 2            | 3          | 2          | —         | —         | 42        | 24        |
| Queens Park Rangers | 1993–94             | Premier League      | 36       | 16        | 1            | 0            | 3          | 2          | —         | —         | 40        | 18        |
| Queens Park Rangers | 1994–95             | Premier League      | 37       | 24        | 3            | 1            | 2          | 1          | —         | —         | 42        | 26        |
| Queens Park Rangers | Tổng cộng           | Tổng cộng           | 163      | 80        | 7            | 3            | 13         | 7          | 1         | 0         | 184       | 90        |
| Brentford (mượn)    | 1987–88             | Third Division      | 3        | 0         | —            | —            | —          | —          | —         | —         | 3         | 0         |
| Beşiktaş (mượn)     | 1988–89             | Süper Lig           | 24       | 14        | 5            | 4            | —          | —          | 1         | 0         | 30        | 18        |
| Newcastle United    | 1995–96             | Premier League      | 37       | 25        | 2            | 1            | 5          | 3          | –         | –         | 44        | 29        |
| Newcastle United    | 1996–97             | Premier League      | 31       | 16        | 3            | 1            | 1          | 0          | 5         | 4         | 40        | 21        |
| Newcastle United    | Tổng cộng           | Tổng cộng           | 68       | 41        | 5            | 2            | 6          | 3          | 5         | 4         | 84        | 50        |
| Tottenham Hotspur   | 1997–98             | Premier League      | 21       | 5         | 2            | 0            | 1          | 0          | —         | —         | 24        | 5         |
| Tottenham Hotspur   | 1998–99             | Premier League      | 24       | 5         | 7            | 0            | 4          | 0          | —         | —         | 35        | 5         |
| Tottenham Hotspur   | 1999–2000           | Premier League      | 9        | 2         | 0            | 0            | 0          | 0          | 0         | 0         | 9         | 2         |
| Tottenham Hotspur   | 2000–01             | Premier League      | 28       | 10        | 4            | 0            | 3          | 0          | —         | —         | 35        | 10        |
| Tottenham Hotspur   | 2001–02             | Premier League      | 25       | 9         | 3            | 1            | 5          | 5          | —         | —         | 33        | 15        |
| Tottenham Hotspur   | 2002–03             | Premier League      | 11       | 2         | 0            | 0            | 2          | 0          | —         | —         | 13        | 2         |
| Tottenham Hotspur   | Tổng cộng           | Tổng cộng           | 118      | 33        | 16           | 1            | 15         | 5          | 0         | 0         | 149       | 39        |
| West Ham United     | 2002–03             | Premier League      | 14       | 2         | 0            | 0            | —          | —          | —         | —         | 14        | 2         |
| Leicester City      | 2003–04             | Premier League      | 29       | 12        | 2            | 1            | 0          | 0          | —         | —         | 31        | 13        |
| Bolton Wanderers    | 2004–05             | Premier League      | 12       | 1         | —            | —            | 2          | 1          | —         | —         | 14        | 2         |
| Reading             | 2004–05             | Championship        | 12       | 1         | 2            | 0            | —          | —          | —         | —         | 14        | 1         |
| Watford             | 2005–06             | Championship        | 0        | 0         | 0            | 0            | 0          | 0          | 0         | 0         | 0         | 0         |
| Tổng cộng sự nghiệp | Tổng cộng sự nghiệp | Tổng cộng sự nghiệp | 443      | 184       | 37           | 11           | 36         | 16         | 7         | 4         | 523       | 215       |

1. ↑  Số trận ở Full Members' Cup
2. ↑  4 trận và 4 bàn thắng ở UEFA Cup, 1 trận ở Charity Shield

## Danh hiệu
Beşiktaş
- Turkish Cup: 1988–89[42]

Tottenham Hotspur
- Football League Cup: 1998–99;[43][44] á quân: 2001–02[45]